# Acoustic Quartet
Albums de Louis Sclavis et Dominique Pifarély
Rouge
(1991) Ceux qui veillent la nuit
(1996)
Acoustic Quartet est un album du clarinettiste français Louis Sclavis et du violoniste Dominique Pifarély, paru en 1994 sur le label Edition of Contemporary Music. Ce disque a été enregistré par un quartette constitué de Louis Sclavis aux clarinettes, Dominique Pifarély au violon, Marc Ducret à la guitare et Bruno Chevillon à la contrebasse. L'enregistrement se déroule en septembre 1993 à Ton Studio, Oslo, en Norvège.

## Description

### Musiciens
- Louis Sclavis : clarinette, clarinette basse, saxophone soprano
- Dominique Pifarély : violon
- Marc Ducret : guitare 6 & 12 cordes
- Bruno Chevillon : contrebasse

### Liste des titres
| No | Titre      | Auteur             | Durée |
| -- | ---------- | ------------------ | ----- |
| 1. | Sensible   | Louis Sclavis      | 9:39  |
| 2. | Bafouée    | Alain Gibert       | 11:32 |
| 3. | Abrupto    | Dominique Pifarély | 5:23  |
| 4. | Elke       | Louis Sclavis      | 7:08  |
| 5. | Hop!       | Dominique Pifarély | 5:48  |
| 6. | Seconde    | Dominique Pifarély | 12:52 |
| 7. | Beata      | Louis Sclavis      | 2:44  |
| 8. | Rhinoceros | Louis Sclavis      | 6:26  |